# Matilde d'Altavilla (viscontessa 1059)
Matilde, in Catalogna chiamata Mafalda (Mahalta), Mahault in francese, Mafalda in catalano, in spagnolo, in aragonese, in portoghese e in galiziano (1059 – Gerona, dopo il 6 giugno 1112), fu contessa consorte di Barcellona, Girona, Osona e Carcassonne dal 1077 al 1082 e poi viscontessa consorte di Narbona, dal 1086 circa al 1105 circa.

## Origine
Secondo il cronista attivo in Italia in epoca normanna, a cavallo tra la fine del secolo XI e l'inizio del secolo XII, Guglielmo di Puglia, nel suo Gesta Roberti Wiscardi era la figlia primogenita del duca di Puglia e Calabria e conte di Sicilia, Roberto il Guiscardo (anche l'Ex Gestis Comitum Barcinonensium ci conferma che era figlia del Guiscargo) e della principessa longobarda, Sichelgaita di Salerno, che secondo il Gestis Ducum Normannorum, Continuatione Roberti era la figlia primogenita di Guaimario, principe di Salerno e di Capua, duca di Amalfi e Gaeta e duca di Puglia e Calabria e della sua terza moglie, Gemma di Capua, figlia del conte di Capua Laidolfo.
Roberto il Guiscardo, secondo il De rebus gestis Rogerii Calabriæ et Siciliæ comitis et Roberti Guiscardi ducis fratris eius, Book I (non consultato) era il sesto figlio di Tancredi (conte di Hauteville-la-Guichard) e primo della sua seconda moglie Fresenda (o Fressenda), che secondo lo storico Szabolcs de Vajay, era figlia di Riccardo I di Normandia.

## Biografia
Nel primo libro dell'Alessiade di Anna Comnena viene riportato che una figlia (non nominata, ma certamente si riferiva a Matilde) di Roberto il Guiscardo fu fidanzata al conte di Barcellona, Girona, Osona e Carcassonne, Raimondo Berengario II.
Secondo l'Ex Gesta Comitum Barcinonensium, nel 1077, Matilde d'Altavilla fu data in moglie a Raimondo Berengario II (1054-1082), che, secondo il Gesta Comitum Barchinonensium era figlio primogenito assieme al fratello gemello Berengario Raimondo, del conte di Barcellona, Girona e Osona, Raimondo Berengario I e di Almodis de La Marche, figlia di Bernardo I de la Marche (ca. 991- 16 giugno 1047) conte de la Marche e di Périgord e di Amelia de Rasés (? - † 1053). Il nome della madre, ripreso da un documento del 1053 ("Almodis comitissa, filia que es Amelie comitisse") è citato dallo storico José Enrique Ruiz Domenec nel suo libro Quan els vescomtes de Barcelona eren (Barcelona, 2006) a pag. 320. Il matrimonio viene ricordato anche nella Vita Sancti Ollegarii, par. 3 quando cita l'unione delle famiglie di Raimondo, conte di Barcellona e di Roberto conte di Puglia.
Secondo lo storico catalano Pròsper de Bofarull i Mascaró, Matilde di Altavilla, in Catalogna, fu conosciuta come Mafalda di Puglia. Raimondo Berengario II e Mafalda poco dopo il matrimonio, fecero una donazione assieme.
Il 6 dicembre 1082, secondo il necrologio del monastero di Ripoll, suo marito, il conte Raimondo Berengario II morì; secondo la Crónica de San Juan de la Peña il conte, Raimondo Berengario II fu assassinato, per ordine del cognato di Mafalda, il fratello gemello Berengario Raimondo II, insofferente che il loro padre, Raimondo Berengario I, prima di morire, secondo il Gesta Comitum Barchinonensium, aveva stabilito che Raimondo Berengario, fosse il suo erede, quindi il primogenito rispetto al suo gemello, Berengario Raimondo; mentre da Barcellona si recava a Girona, nell'attraversamento di un folto bosco, in una località detta Pereita; Raimondo Berengario II sembra che fu ucciso da uno degli accompagnatori, e secondo la voce popolare, su ordine del suo gemello, il conte, Berengario Raimondo II, che dopo quell'avvenimento fu denominato il Fratricida; la morte del conte Raimondo Berengario II viene ricordato anche dagli Annales Barcinonenses.
Il corpo del conte assassinato, fu trasportato a Girona e sepolto nella cattedrale di questa città.
Nonostante la morte del fratello però non fu consentito a Berengario Raimondo II di ampliare il suo potere, per l'opposizione del siniscalco di Catalogna, Guglielmo Raimondo, e del conte di Cerdagna, Guglielmo, che si schierarono a favore della vedova e dell'erede, nato da un mese, che portava lo stesso nome del padre, Raimondo Berengario.
Dopo che, nel 1086, finalmente fu raggiunto un compromesso per la successione alla parte di contea che era stata di competenza di Raimondo Berengario II e suo cognato, Berengario Raimondo II, fu nominato tutore di Raimondo Berengario III, che così poté ereditare il titolo di conte di Barcellona, Girona ed Osona, Matilde (o Mafalda) si sposò in seconde nozze con Aimerico I, Visconte di Narbona (questo matrimonio viene confermato dal testamento di Raimondo Berengario III, del 1130, che citando Amalrico, figlio di Mafalda lo definisce fratello).
Dopo che il figlio di Mafalda, Raimondo Berengario III, che era rimasto sotto la tutela dello zio Berengario Raimondo II, aveva raggiunto la maggiore età e, forse anche per la sconfitta subita che lo indicava mandante dell'omicidio del fratello gemello (nell'inverno 1096/1097, secondo The World of El Cid: Chronicles of the Spanish Reconquest Berengario Raimondo II fu giudicato colpevole di fratricidio, a seguito di un duello sostenuto alla corte del Re di León e Castiglia, Alfonso VI), il cognato, Berengario Raimondo II, nel 1097, dopo aver associato al governo della contea il nipote, gli cedette il governo e lasciò la contea, prendendo parte alla Prima crociata. In quello stesso anno, Raimondo Berengario III divenne unico conte per la morte dello zio Berengario Raimondo II (secondo il necrologio del monastero di Ripoll morì il 20 giugno a Gerusalemme).
Matilde ed suo secondo marito fecero alcune donazioni assieme: 
una riportata nel documento n° V dei Documents historiques, bas-latins, provençaux et français : concernant principalement la Marche et le Limousin. Tome 1, nel 1100 circa, in cui Aimerico (Aimericus, gracia Dei vicecomes Narbone), in procinto di partire per la Terra Santa (volo ire ad sanctum sepulcrum domini), fece una donazione all'Abbazia di San Marziale, di Limoges con la moglie, Mafalda (uxor mea Mealtis) ed i figli (filiorum eius). 

Per la Terra santa, Aimerico partì dopo il 1003, in quanto, secondo due documenti delle Preuves de l'Histoire générale de Languedoc: avec des notes et les pièces, Volume 5, negli anni seguenti fu ancora presente nella sua viscontea:
- nel 1102, secondo il documento n° 411.I, inerente ad una donazione del figlio monaco, Berengario (Berengarii monachi Sancti Pontii), assieme a tutta la famiglia, il padre, Aimerico, la madre Matilde ed i fratelli, Aimerico, Guiscardo e Bernardo (patris sui domini Haymerici vicecomitis Narbonensis et uxoris eius nomine Matta filiorumque eorum nomine Aymericus, Giscardus et Bernardus)[25].
- nel 1103, secondo il documento n° 417, inerente ad una donazione in favore del figlio, Berengario (Berengarii filii nostri), fatta da Aimerico (Aymericus Dei gratia vicecomes Narbonensis), con la moglie Matilde ed i figli, Aimerico, Guiscardo e Bernardo (cum uxore mea nomine Mahalda et filiis nostris nomine Aymericus, Guiscardus et Bernardus)[26].

Matilde, verso il 1105, rimasta vedova per la seconda volta, in quanto Aimerico in quell'anno era morto in Terra santa, ritornò nella contea di Barcellona e Pròsper de Bofarull i Mascaró ci informa che fece ancora una donazione assieme al figlio, Raimondo Berengario III, il 6 giugno 1112 e che molto probabilmente morì a Gerona e fu sepolta nella cattedrale di questa città, vicino al suo primo marito.

## Discendenza
Mafalda a Raimondo Berengario II diede due (forse tre) figli:
- Almodis di Barcelona (circa 1078-1140). Almodis secondo le Europäische Stammtafeln[29], vol II, 69 (non consultate) era la figlia di Raimondo Berengario II e Matilde di Puglia[1] e sposò, verso il dicembre 1087, Bernardo Amato, visconte di Cardona (1086 - 1151) figlio di Deodato di Claramunt e di Ermesinda di Cardona, che aveva ereditato il suo titolo dalla madre. Questo matrimonio è attestato da tre donazioni fatte dai due coniugi: due risultano da due documenti dei Diplomatari de la vila de Cardona (anys 966-1276) (non consultati), il nº 81 del 26 dicembre 1087 ed il nº 153 del 30 aprile 1126[1]; la terza, del 10 novembre 1113 era stata fatta al monastero di Cluny[30].
- Mafalda di Barcelona, (circa 1080-?), sposò Arnaldo Guglielmo, visconte di Fenollet[28]
- Raimondo Berengario[31] (1082-1131), conte di Barcelona, Girona ed Osona, dalla nascita al 1097, sotto tutela e poi, dal 1097, da solo.

Mafalda a Amalrico I diede quattro figli:
- Aimerico († 1134), Visconte di Narbona[33];
- Bernardo († dopo il 1103)[26];
- Guiscardo († dopo il  1103)[26];
- Berengario († 1162), prima monaco presso l'Abbazia di Saint-Pons-de-Thomières[26], poi abate a Lagrasse ed infine arcivescovo di Narbona, come conferma la Gallia Christiana: In Provincias Ecclesiasticas Distributa, volume VI[34].

## Ascendenza
|                                                         |                                    |                                  | Genitori                                   |  |  | Nonni |  |  | Bisnonni |  |  | Trisnonni |  |
|                                                         |                                    |                                  |                                            |  |  |       |  |  | …        |  |  | …         |  |
|                                                         |                                    |                                  |                                            |  |  |       |  |  | …        |  |  | …         |  |
|                                                         |                                    | …                                |                                            |  |  |       |  |  | …        |  |  |           |  |
| Tancredi, signore d'Altavilla                           |                                    |                                  |                                            |  |  |       |  |  | …        |  |  |           |  |
|                                                         |                                    | …                                | …                                          |  |  |       |  |  |          |  |  |           |  |
|                                                         |                                    | …                                | …                                          |  |  |       |  |  |          |  |  |           |  |
|                                                         |                                    | …                                | …                                          |  |  |       |  |  |          |  |  |           |  |
| Roberto d'Altavilla, duca di Puglia, Calabria e Sicilia |                                    | …                                |                                            |  |  |       |  |  |          |  |  |           |  |
|                                                         |                                    | …                                | …                                          |  |  |       |  |  |          |  |  |           |  |
|                                                         |                                    | …                                | …                                          |  |  |       |  |  |          |  |  |           |  |
|                                                         |                                    | …                                | …                                          |  |  |       |  |  |          |  |  |           |  |
| Fredesenda                                              |                                    | …                                |                                            |  |  |       |  |  |          |  |  |           |  |
|                                                         |                                    | …                                | …                                          |  |  |       |  |  |          |  |  |           |  |
|                                                         |                                    | …                                | …                                          |  |  |       |  |  |          |  |  |           |  |
|                                                         |                                    | …                                | …                                          |  |  |       |  |  |          |  |  |           |  |
| Matilde d'Altavilla                                     |                                    | …                                |                                            |  |  |       |  |  |          |  |  |           |  |
|                                                         | Guaimario III, principe di Salerno | Giovanni II, principe di Salerno |                                            |  |  |       |  |  |          |  |  |           |  |
|                                                         | Guaimario III, principe di Salerno | Giovanni II, principe di Salerno |                                            |  |  |       |  |  |          |  |  |           |  |
|                                                         | Guaimario III, principe di Salerno | …                                |                                            |  |  |       |  |  |          |  |  |           |  |
| Guaimario IV, principe di Salerno                       | Guaimario III, principe di Salerno |                                  |                                            |  |  |       |  |  |          |  |  |           |  |
|                                                         |                                    | Gaitelgrima di Benevento         | Pandolfo II, principe di Benevento e Capua |  |  |       |  |  |          |  |  |           |  |
|                                                         |                                    | Gaitelgrima di Benevento         | Pandolfo II, principe di Benevento e Capua |  |  |       |  |  |          |  |  |           |  |
|                                                         |                                    | Gaitelgrima di Benevento         | …                                          |  |  |       |  |  |          |  |  |           |  |
| Sichelgaita di Salerno                                  |                                    | Gaitelgrima di Benevento         |                                            |  |  |       |  |  |          |  |  |           |  |
|                                                         |                                    | Landolfo di Capua                | …                                          |  |  |       |  |  |          |  |  |           |  |
|                                                         |                                    | Landolfo di Capua                | …                                          |  |  |       |  |  |          |  |  |           |  |
|                                                         |                                    | Landolfo di Capua                | …                                          |  |  |       |  |  |          |  |  |           |  |
| Gemma di Capua                                          |                                    | Landolfo di Capua                |                                            |  |  |       |  |  |          |  |  |           |  |
|                                                         |                                    | …                                | …                                          |  |  |       |  |  |          |  |  |           |  |
|                                                         |                                    | …                                | …                                          |  |  |       |  |  |          |  |  |           |  |
|                                                         |                                    | …                                | …                                          |  |  |       |  |  |          |  |  |           |  |
|                                                         |                                    | …                                |                                            |  |  |       |  |  |          |  |  |           |  |

### Fonti primarie
- (LA)  Rerum Gallicarum et Francicarum Scriptores, tomus XI.
- (LA)  Rerum Gallicarum et Francicarum Scriptores, tomus XII.
- (LA)  Monumenta Germaniae Historica, Scriptores, Tomus XXIII.
- (LA)  Recueil des chartes de l'abbaye de Cluny. Tome 6.
- (LA)  titlePage.html?sortIndex=010:050:0009:010:00:00 | Monumenta Germaniae Historica, Scriptores, Tomus IX[collegamento interrotto].
- (LA)  Monumenta Germaniae Historica, Scriptores, Tomus XXVI.
- (LA)  Antiquitates Italicæ Medii ævi, Tome I.
- (LA)  España Sagrada, Tome XXIX.
- (LA)  Preuves de l'Histoire Générale de Languedoc, tome V.

### Letteratura storiografica
- Rafael Altamira, Il califfato occidentale, in "Storia del mondo medievale", vol. II, 1999, pp. 477–515
- E.W. Watson, Losviluppo dell'organizzazione ecclesiastica e le sue basi economiche, in "Storia del mondo medievale", vol. V, 1999, pp. 425–460
- Rafael Altamira, La Spagna (1031-1248), in "Storia del mondo medievale", vol. V, 1999, pp. 865–896
- Langlois Gauthier, Nouvelles perspectives sur les relations entre Barcelone et Carcassonne à la fin du XIe siècle d’après un compte catalan, in Annales du Midi, 2018,  pp. 519-533.
- (EN) Anna Comnena: The Alexiad: Book I, su fordham.edu. URL consultato il 31 gennaio 2014 (archiviato dall'url originale il 6 ottobre 2014).
- (CA)  Crónica de San Juan de la Peña.
- (ES)  Los Condes de Barcelona vindicados.
- (EN)  The World of El Cid: Chronicles of the Spanish Reconquest.